# Prehistoric Planet
Prehistoric Planet je dokumentární seriál vyrobený společností BBC Studios Natural History Unit, který měl premiéru ve dnech 23. května až 27. května 2022 premiéru na streamovací službě Apple TV+. Sestává z deseti epizod, zaměřujících se na život na Zemi na konci geologické periody křída před přibližně 66 miliony let. Jeho vypravěčem je Sir David Attenborough. Hudbu k seriálu složil filmový skladatel Hans Zimmer. Jedním z producentů Prehistoric Planet je také hollywoodský režisér Jon Favreau.
Druhá série Prehistoric Planet byla oficiálně oznámena v březnu 2023, a upoutávka k ní byla vydána 18. dubna téhož roku. Uvedena byla ve dnech 22. května až 26. května 2023.